# Битва на Вагре
Битва на Вягре — сражение, состоявшееся в 1099 году между дружиной дорогобужского князя Давыда Игоревича и половецким войском под предводительством хана Боняка, с одной стороны, и войсками венгерского короля Кальмана I Книжника, с другой, на реке, которая в летописи названа «Вягром» (укр. Вігор, пол. Wiar). Сражение закончилось полным поражением венгров и гибелью венгерского войска.

## Предыстория
После ослепления Василька Теребовльского Давыдом Игоревичем Волынским Святополк Изяславич Киевский завладел Владимиром, решил присоединить к своим владениям и юго-западные русские земли (это волость отца моего), где княжили Ростиславичи, но был разбит ими в битве на Рожном поле.
Святополк отправил своего сына Ярослава за помощью против Володаря Ростиславича Перемышльского к венгерскому королю Коломану I, который решил воспользоваться ситуацией для усиления своих позиций в Закарпатье. Володарь занял оборону в Перемышле, а Давыд привёл на помощь войска половецкого хана Боняка.

## Ход битвы
Венгры, численно превосходившие противника, построились для битвы в узкой горной долине. Боняк разделил своих немногочисленных воинов на два отряда. Дружина Давыда из ста человек оставалась стоять на поле боя, в то время как полсотни половецких всадников под предводительством хана Алтунопы были посланы Боняком вперед, чтобы затем ложным отступлением заманить венгров в ловушку. Обстреляв венгров, половцы Алтунопы повернули назад, увлекая тех за собой. Когда венгры подошли к месту засады, Боняк неожиданно ударил им в тыл и обратил деморализованного противника в бегство. Затем воины Алтунопы и Боняка сбили венгров в кучу на краю скалистого обрыва, где окруженные из-за тесноты сталкивали друг друга в пропасть. Ещё больше венгров погибло при преследовании, много их утонуло и в Вягре и в Сане.

## Последствия
Ростиславичи отстояли свои владения в Прикарпатье. Давыд Игоревич воспользовался разгромом противника, захватив Владимир и Луцк, но ненадолго. Волынь всё-таки вновь стала киевской волостью, а Давыд получил Дорогобуж.